# بیل بیوکانان
بیل بیوکانان(به انگلیسی: Bill Buchanan) نقشی خیالی‌است در سریال ۲۴ که جیمز موریسون آن را ایفا می‌کند.

## نقش

### فصل چهارم
در این فصل بیوکانان به عنوان جانشین ارین دریسکول از مرکز به سی‌تی‌یو فرستاده می‌شود و مدیریت سی‌تی‌یو را بر عهده می‌گیرد.

### فصل پنجم
در این فصل بیوکانان مدیر سی‌تی‌یو است. هم‌چنین روابط دوستانه و نزدیکی بین جک و بیل شکل می‌گیرد.

### فصل ششم
در ابتدای این فصل بیل مدیر سی‌تی‌یو است ولی در اواسط فصل مجبور می‌شود که کنار برود و نادیا یاسیر جای او را می‌گیرد.

### فصل هفتم
در این فصل سی‌تی‌یو منحل شده‌است و بیل به همراه کلوئی، تونی و جک به دنبال عوامل مفسد در دولت آمریکا هستند. بیل بیوکانان در این فصل و در جریان حمله به کاخ سفید برای نجات جان رئیس‌جمهور کشته می‌شود و ساعت ۸:۱۱:۵۲ بعدازظهر به احترام مرگ او بی‌صدا نشان داده می‌شود.